# 本·羅森
本·羅森（Ben Lawson，1980年2月6日—）是澳大利亞的一位演員。他最著名的作品是在肥皂劇家有芳鄰中飾演Frazer Yeats角色。 

## 外部連結
- 本·羅森在互联网电影资料库（IMDb）上的資料（英文）